# 日本地震列表

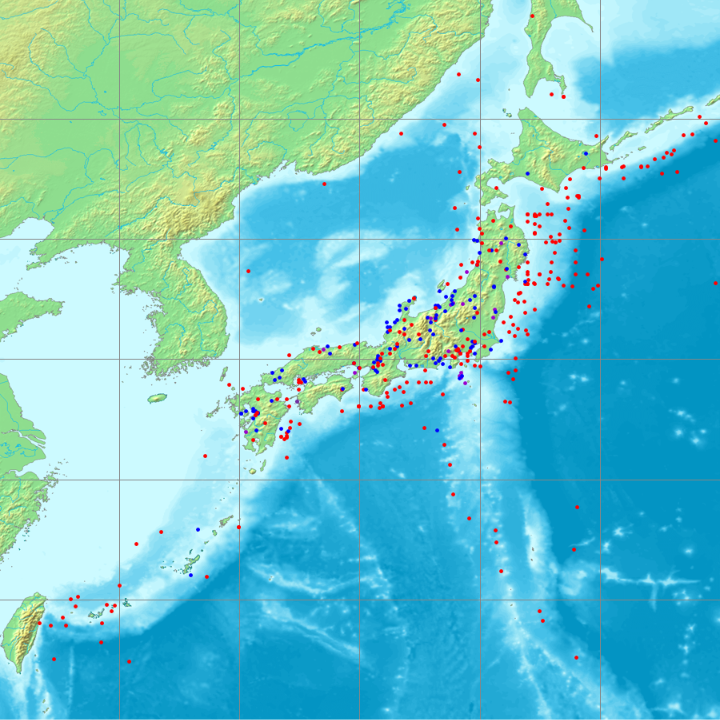
日本大地震震央分布圖。红：M7以上、蓝：造成罹難、紫：M6以上和最大震度6以上。

這是關於在日本歷史上主要地震的列表，因為日本位於地震活躍區環太平洋火山帶，因此地震非常頻繁。本表僅列出規模7.0以上或重大傷亡的地震。

## 災害性地震列表
| 日期（格里曆）                            | 名稱                   | 震央                                          | 规模               | 罹難人數            | 備註                                                       |
| ----------------------------------------- | ---------------------- | --------------------------------------------- | ------------------ | ------------------- | ---------------------------------------------------------- |
| 416年8月23日（允恭5年7月14日）            | 允恭地震               | 大和国                                        | 不詳               | 不詳                | 於日本書紀第十三卷記載，是日本首個有文字記錄的地震         |
| 599年5月28日（推古7年4月27日）            | 推古地震               | 大和国                                        | 7                  |                     | 分別在日本書紀第二十二卷、聖德太子傳曆、熊野年代記均有提及 |
| 684年11月29日（天武13年10月14日）         | 白鳳地震               | 32°48′N 134°18′E / 32.8°N 134.3°E             | 8.4                | 101–1,000           | 出現巨大海嘯                                               |
| 745年6月5日（天平17年4月27日）            | 天平地震               | 34°48′N 135°30′E / 34.8°N 135.5°E             | 7.9                | 無明確統計          | 有些資料認為地震發生在6月9日                               |
| 869年7月13日（貞觀11年5月26日）           | 貞觀地震               | 38°30′N 143°48′E / 38.5°N 143.8°E             | 8.9                | 1,000+              | 出現巨大海嘯                                               |
| 887年7月29日（仁和3年7月6日）             | 京都地震               |                                               | 6.5                | 1,000+              | 出現巨大海嘯                                               |
| 887年8月26日（仁和3年7月30日）            | 仁和地震               | 太平洋海域                                    | 8.0-8.5            | 無明確統計          | 出現巨大海嘯                                               |
| 938年5月22日（承平8年4月15日）            | 京都地震               | 35°00′N 135°48′E / 35.0°N 135.8°E             | 7.0                | 4                   | 高野山上的建築物損毁。8月6日發生大餘震。                   |
| 976年7月22日（天延4年6月18日）            | 山城・近江地震         | 34°54′N 135°48′E / 34.9°N 135.8°E             | 6.7以上            | 50人以上            |                                                            |
| 1096年12月17日（嘉保3年11月24日）         | 永長地震               | 太平洋海域                                    | 8.0-8.5            | 10,000+             | 出現巨大海嘯                                               |
| 1099年2月22日（承德3年1月24日）           | 康和地震               | 太平洋海域                                    | 8.0-8.5            | 無明確統計          | 出現巨大海嘯                                               |
| 1293年5月27日（正應6年4月13日）           | 鎌倉大地震             | 35°12′N 139°24′E / 35.2°N 139.4°E             | 7.1                | 23,000              | 很可能有巨大海嘯出現                                       |
| 1361年8月3日（正平16年、康安元年6月24日） | 正平地震               | 太平洋海域                                    | 8.2-8.5            | 無明確統計          | 出現巨大海嘯                                               |
| 1498年9月20日（明應7年8月25日）           | 明應地震               | 34°00′N 138°06′E / 34.0°N 138.1°E             | 8.6                | 31,000              | 出現巨大海嘯                                               |
| 1586年1月18日（天正13年11月29日）         | 天正地震               |                                               | 7.8                | 無明確統計          | 影響範圍極廣 很可能有多次餘震接連發生， 有些島嶼也因此消失 |
| 1596年9月5日（文禄5年閏7月13日）          | 慶長伏見地震           | 京都                                          | 7.5                | 1,000+              |                                                            |
| 1605年2月3日（慶長9年12月16日）           | 慶長大地震             | 33°30′N 138°30′E / 33.5°N 138.5°E             | 7.9                | 5,000+              | 出現巨大海嘯                                               |
| 1611年9月27日（慶長16年8月21日）          | 會津地震               | 福島縣                                        | 6.9                | 3,700+              |                                                            |
| 1611年12月2日（慶長16年10月28日）         | 慶長三陸地震           | 39°00′N 144°24′E / 39.0°N 144.4°E             | 8.1                | 2,000-5,000         | 出現巨大海嘯                                               |
| 1662年6月16日（寛文2年5月1日）            | 寬文近江・若狭地震     | 近畿地方                                      | 7.2-7.6            | 1,000+              |                                                            |
| 1677年611月4日（延宝5年10月9日）          | 延寶房總外海地震       | 房總半島外海                                  | 8.0                | 500-600             | 出現巨大海嘯                                               |
| 1703年12月31日（元禄16年11月23日）        | 元祿地震               | 34°42′N 139°48′E / 34.7°N 139.8°E             | 8.1-8.6            | 10,000              | 出現巨大海嘯                                               |
| 1707年10月28日（宝永4年10月4日）          | 寶永地震               | 33°12′0″N 135°54′0″E / 33.20000°N 135.90000°E | 8.6-9.3            | 5,000-20,000        | 日本史上第2名強烈地震 富士山噴發                           |
| 1741年8月29日（寛保元年7月19日）          | 寬保海嘯               | 北海道渡島大島                                | 6.9                | 1,467-2,033         | 火山地震 出現巨大海嘯                                      |
| 1751年5月21日（寛延4年4月26日）           | 高田地震               | 新潟縣上越市                                  | 7.0-7.4            | 1,500               |                                                            |
| 1766年3月8日（明和3年1月28日）            | 津輕地震               |                                               | 6.9-7.5            | 1,541               | 出現巨大海嘯                                               |
| 1771年4月24日（明和8年3月10日）           | 八重山地震             | 24°00′N 124°18′E / 24.0°N 124.3°E             | 7.4-8.0（8.5-8.7） | 12,000              | 日本史上高度最高的巨大海嘯                                 |
| 1792年5月21日（寛政4年4月1日）            | 島原山崩肥後災難       | 32°48′N 130°18′E / 32.8°N 130.3°E             | 6.4                | 15,448              | 山崩 出現巨大海嘯                                          |
| 1828年12月18日（文政11年11月12日）        | 三條地震               | 新潟縣三条市                                  | 6.9                | 1,681               |                                                            |
| 1847年5月8日（弘化4年3月24日）            | 善光寺地震             | 長野縣                                        | 7.4                | 8,600-13,000        |                                                            |
| 1854年7月9日（嘉永7年6月15日）            | 伊賀上野地震           | 三重縣伊賀市                                  | 7.2                | 1,800               |                                                            |
| 1854年12月23日（嘉永7年11月4日）          | 安政東海地震           | 紀伊半島外海                                  | 8.4                | 2,000-3,000         | 出現巨大海嘯                                               |
| 1854年12月24日（嘉永7年11月5日）          | 安政南海地震           | 紀伊半島外海                                  | 8.4                | 10,000+             | 出現巨大海嘯                                               |
| 1855年11月11日（安政2年10月2日）          | 安政江戶地震           | 東京                                          | 6.9-7.1            | 6,641               |                                                            |
| 1891年（明治24年）10月28日                | 濃尾地震               | 岐阜縣                                        | 8.0                | 7,273               |                                                            |
| 1896年（明治29年）6月15日                 | 明治三陸地震           | 東北地區三陸外海                              | 8.5                | 22,000+             | 出現巨大海嘯                                               |
| 1914年（大正3年）3月15日                  | 秋田仙北地震           | 秋田县仙北郡                                  | 7.1                | 94                  |                                                            |
| 1923年（大正12年）9月1日                  | 關東大地震             | 神奈川縣相模灣伊豆大島                        | 8.3                | 142,800             | 日本史上死傷最慘重的地震                                   |
| 1927年（昭和2年）3月7日                   | 北丹後地震             | 丹後半島北部                                  | 7.0                | 2,925               |                                                            |
| 1933年（昭和8年）3月3日                   | 昭和三陸地震           | 東北地區三陸外海                              | 8.4                | 3,000+              | 出現巨大海嘯                                               |
| 1936年（昭和11年）11月3日                 | 宫城地震               | 宫城县外海                                    | 7.4                | 0                   | 稱名1936年金华山地震。                                     |
| 1943年（昭和18年）9月10日                 | 鸟取地震               | 鳥取縣                                        | 7.2                | 1,083               |                                                            |
| 1944年（昭和19年）12月7日                 | 東南海地震             | 紀伊半島外海                                  | 8.1                | 1,223               | 出現巨大海嘯                                               |
| 1945年（昭和20年）1月13日                 | 三河地震               | 三重縣                                        | 6.6                | 2,306               |                                                            |
| 1946年（昭和21年）12月21日                | 南海地震               | 紀伊半島外海                                  | 8.1                | 1,362               | 出現巨大海嘯                                               |
| 1948年（昭和23年）6月28日                 | 福井地震               | 福井縣                                        | 7.1                | 3,769               |                                                            |
| 1952年（昭和27年）3月4日                  | 十勝近海地震           | 帶廣市                                        | Mj8.2/Mw8.1        | 28                  | 出現巨大海嘯                                               |
| 1983年（昭和58年）5月26日                 | 日本海中部地震         | 日本海                                        | 7.8                | 104                 | 出現巨大海嘯                                               |
| 1993年（平成5年）7月12日                  | 北海道西南近海地震     | 日本海                                        | 7.8                | 230                 | 出現巨大海嘯                                               |
| 1995年（平成7年）1月17日                  | 阪神大地震             | 淡路島北部、明石海峽                          | 7.3                | 6,434               |                                                            |
| 2004年（平成16年）10月23日                | 新潟縣中越地震         | 新潟縣中越地方                                | 6.8                | 68                  |                                                            |
| 2011年（平成23年）3月11日                 | 東北地方太平洋近海地震 | 東北地區三陸外海                              | 9.1                | 19,500+             | 出現巨大海嘯 日本觀測史上最大規模地震                      |
| 2015年（平成27年）5月30日                 | 小笠原群岛地震         | 小笠原群島西方海域                            | Mj8.1/Mw7.9        | 0                   | 日本史上觀測到最大規模的深源地震                           |
| 2016年（平成28年）4月16日                 | 熊本地震               | 熊本縣熊本地方                                | 7.3                | 146                 | 发布海啸注意警报                                           |
| 2018年（平成30年）9月6日                  | 北海道地震             | 北海道胆振地方                                | 6.7                | 43                  |                                                            |
| 2021年（令和3年）2月13日                  | 福島地震               | 福島縣近海                                    | 7.3                | 1                   |                                                            |
| 2022年（令和4年）3月16日                  | 福島地震               | 福島縣近海                                    | 7.4                | 4                   | [ 29 ]                                                     |
| 2024年（令和6年）1月1日                   | 能登半島地震           | 石川縣近海                                    | 7.6                | 282（15人因災死亡） | 发布大海啸警报 是繼東日本大震災以來，傷亡最慘重的地震      |
| 2024年（令和6年）8月8日                   | 日向灘地震             | 日向灘                                        | 7.1                | 0                   | 發布海啸注意警报 發布南海海槽臨時情報                      |

## 外部連結
- 過去の地震・津波被害（気象庁） （页面存档备份，存于）（明治以降に日本で100人以上の死者・行方不明者を出した地震・津波）
- 日本付近で発生した主な被害地震（気象庁） （页面存档备份，存于）（1996年以降に日本付近で發生した人的被害を伴う地震の一覧）
- 震度 6または震度 6弱以上を観測した地震の表（1926年〜2009年）（気象庁） （页面存档备份，存于）
- 日本付近のおもな被害地震年代表（日本地震学会）（有史以来の日本付近の主な被害地震の年表）
- 世界の被害地震の表（古代〜現代） （页面存档备份，存于）（宇津德治によるデータベース）
- 古代中世地震史料研究会 （页面存档备份，存于） [古代・中世]地震・噴火史料データベース（β版）
- 地震活動解析システム（東京大学地震研究所）（地震活動解析と可視化をするシステム）
- 日本の群発地震（群発地震研究会）[永久]（1885年〜1995年の日本の群發地震の一覧）
- Earthquake Lists & Maps (USGS) （页面存档备份，存于）（世界の地震の規模別・被害別のリストや統計）